# قائمة مصافي النفط
هذه هي قائمة بأكبر مصافي النفط بالعالم.

## أكبر مصافي العالم (برميل/اليوم)
| رقم. | اسم المصفاة                                          | الموقع                                 | برميل في اليوم |
| ---- | ---------------------------------------------------- | -------------------------------------- | -------------- |
| 1    | مصفاة جمناجار (رليانس للصناعات المحدودة)             | غوجارات, الهند                         | 1,240,000      |
| 2    | مجمع تكرير باراجوانا (شركة النفط الوطنية الفنزويلية) | بونتو فيخو ‏, فنزويلا                   | 940,000        |
| 3    | SK Energy Ulsan Refinery (اس كيه جروب)               | ألسان, كوريا الجنوبية                  | 850,000        |
| 4    | مصفاة الرويس (شركة أبوظبي لتكرير النفط)              | الرويس, الإمارات                       | 817,000        |
| 5    | Yeosu Refinery (GS Caltex)                           | يوسو, كوريا الجنوبية                   | 730,000        |
| 6    | Onsan Refinery (شركة أس أويل)                        | ألسان, كوريا الجنوبية                  | 669,000        |
| 7    | مصفاة بورت ارثر (أرامكو السعودية)                    | بورت أرثر تكساس, الولايات المتحدة      | 600,250        |
| 8    | مصفاة سنغافورة (إكسون موبيل)                         | Jurong Island, سنغفورة                 | 592,000        |
| 9    | Baytown Refinery (إكسون موبيل)                       | باي تاون تكساس, الولايات المتحدة       | 560,500        |
| 10   | مصفاة راس تنورة (أرامكو السعودية)                    | رأس تنورة, السعودية                    | 550,000        |
| 11   | Garyville Refinery (ماراثون للبترول)                 | غاريفيل, الولايات المتحدة              | 539,000        |
| 12   | Baton Rouge Refinery (إكسون موبيل)                   | باتون روج (لويزيانا), الولايات المتحدة | 502,500        |
| 13   | Galveston Bay Refinery (ماراثون للبترول)             | تكساس سيتي, الولايات المتحدة           | 459,000        |
| 14   | مصفاة عبادان (الشركة الوطنية الإيرانية للنفط)        | عبادان, إيران                          | 450,000        |
| 15   | Corinth Refinery (Motor Oil Hellas)                  | كورنث, اليونان                         | 385,000        |

Data from:
- Top 10 U.S refineries operable capacity
- Top 10 large oil refineries نسخة محفوظة 11 يوليو 2014 على موقع واي باك مشين.

## سوريا
- مصفاة حمص.
- مصفاة بانياس.
- مصفاة الفرقلس.

## ليبيا
- مصفاة طبرق.
- مصفاة البريقة.
- مصفاة رأس لانوف.
- مصفاة الزاوية.